# جایزه لاکاتوش
جایزه لاکاتوش همه ساله به افرادی اهدا می‌شود که با نشر کتابی به زبان انگلیسی در طول همان سال یا ۵ سال قبل، نقش پررنگی در فلسفه علم ایفا کرده باشند. جایزه لاکاتوش به یاد ایمره لاکاتوش اهدا می‌شود و موقوفه‌ای از سمت بنیاد لاتسیس می‌باشد. مدرسه اقتصاد لندن (LSE) کمیته‌ای تشکیل می‌دهد که برندگان هر سال را مشخص می‌کنند.

## سال‌هایی که جایزه اهدا نشد
مدرسه اقتصاد لندن در سال‌های ۱۹۹۰، ۱۹۹۲، ۱۹۹۷، ۲۰۰۰، ۲۰۰۷ و ۲۰۱۱ اعلام کرد که جایزه لاکاتوش به هیچ‌کس اهدا نمی‌شود به این دلیل که هیچ‌کدام از نامزدان به تشخیص هیئت داوران از حیث اثرگذاری و اهمیت به حداقل مورد نیاز برای دریافت جایزه نرسیده‌اند.

## برندگان جایزه
فهرست برندگان پیشین جایزه از این قرار است:
| سال  | نام برنده یا برندگان            | عنوان کتاب |
| ---- | ------------------------------- | --- |
| ۱۹۸۶ | بس ون فراسن هارتری فیلد         | The Scientific Image (1980) Science Without Numbers (1980)                                                                                           |
| ۱۹۸۷ | مایکل فرایدمن فیلیپ کیچر        | Foundations of Space-Time Theories (1983) Vaulting Ambition: Sociobiology and the Quest for Human Nature (1987)                                      |
| ۱۹۸۸ | مایکل ردهد                      | Incompleteness, Nonlocality and Realism (1987) |
| ۱۹۸۹ | جان ایرمن                       | A Primer on Determinism (1986). |
| ۱۹۹۱ | الیوت سوبر                      | Reconstructing the Past: Parsimony, Evolution, and Interference (1991).                                                                              |
| ۱۹۹۳ | پیتر آخینشتاین الکساندر روزنبرگ | Particles and Waves: Historical Essays in the Philosophy of Science (1991) Economics—Mathematical Politics or Science of Diminishing Returns? (1992) |
| ۱۹۹۴ | مایکل دامت                      | Frege: Philosophy of Mathematics (1991) |
| ۱۹۹۵ | لارنس اسکلار                    | Physics and Chance: Philosophical Issues in the Foundations of Statistical Mechanics (1993)                                                          |
| ۱۹۹۶ | آبنر شیمونی                     | The Search for a Naturalistic World View (1993) |
| ۱۹۹۸ | جفری بوب دبورا مایو             | Interpreting the Quantum World (1997) Error and the Growth of Experimental Knowledge (1996)                                                          |
| ۱۹۹۹ | برایان اسکیرمز                  | Evolution of the Social Contract (1996) |
| ۲۰۰۱ | یودیا پرل                       | Causality: Models, Reasoning and Inference (2000) |
| ۲۰۰۲ | پنلوپه مدی                      | Naturalism in Mathematics (1997) |
| ۲۰۰۳ | پاتریک سوپیز                    | Representation and Invariance of Scientific Structures (2002)                                                                                        |
| ۲۰۰۴ | کیم استرنلی                     | Thought in a Hostile World: The Evolution of Human Cognition (2003)                                                                                  |
| ۲۰۰۵ | جیمز وودوار                     | Making Things Happen: A Theory of Causal Explanation (2003)                                                                                          |
| ۲۰۰۶ | هاروی برون هاسوک چانگ           | Physical Relativity: Space-time Structure from a Dynamical Perspective (2005) Inventing Temperature: Measurement and Scientific Progress (2004)      |
| ۲۰۰۸ | ریچارد هالی                     | Gauging What’s Real: the conceptual foundations of contemporary gauge theories (2007)                                                                |
| ۲۰۰۹ | سمیر عکاشه                      | Evolution and the Levels of Selection (2006) |
| ۲۰۱۰ | پیتر گادفری اسمیت               | Darwinian Populations and Natural Selection (2009)                                                                                                   |
| ۲۰۱۲ | ولفگانگ اشپون                   | The Laws of Belief: Ranking Theory and its Philosophical Implications (2012)                                                                         |
| ۲۰۱۳ | لارا رویتشه دیوید والاس         | Interpreting Quantum Theories (2011) The Emergent Multiverse (2012)                                                                                  |
| ۲۰۱۴ | گوردون بلوت دیوید مالامنت       | Geometric Possibility (2011) Topics in the Foundations of General Relativity and Newtonian Gravitation Theory (2012)                                 |
| ۲۰۱۵ | توماس پرادو                     | The Limits of the Self: Immunology and Biological Identity (2012)                                                                                    |
| ۲۰۱۶ | برایان اپستین                   | The Ant Trap: Rebuilding the Foundations of the Social Sciences (2015)                                                                               |
| ۲۰۱۸ | سابرینا لئونلی کریگ کلندر       | Data-Centric Biology: A Philosophical Study (2016) What Makes Time Special? (2017)                                                                   |
| ۲۰۱۹ | هنک درگت                        | Understanding Scientific Understanding (2017) |
| ۲۰۲۰ | نیکلاس شیا                      | Representation in Cognitive Science (2018) |
| ۲۰۲۱ | آنیا پلوتینسکی                  | Explaining Cancer (2018) |
| ۲۰۲۲ | Catarina Dutilh Novaes          | The Dialogical Roots of Deduction (2020) |